# B-WINGS
『B-WINGS』は、1984年に稼働したデータイーストのアーケード用縦スクロールシューティングゲーム。
日本国内での一般的な呼称は「ビー・ウィング」。なお、ファミリーコンピュータ（以下、FC）版では「B-ウィング」とも表記されている。タイトルのBはBattleの意味である。
自機である通称「B-WING」ことFX-1を操作し、奪われたウイングを奪還しつつ敵機動要塞であるゴブナスを倒すのを目的としている。
1986年にFCに移植された。FC版は2006年にWindows用ソフトとしてi-revoにて、2010年にWindows用ソフトとしてプロジェクトEGGにて配信された。
アーケード版は2003年にiアプリの携帯電話アプリゲームとして配信された。

## 概要
自機FX-1（メイン・ファイター）を操り、自機のパワーアップパーツとしての各種WINGを装着して戦いを有利に進め、各ステージの最後に待ち構えるゴブナスと呼ばれる重機動要塞を破壊していく。
8方向レバーと2つのボタンを用いて操作する。レバーで自機の移動、ボタン1で攻撃、ボタン2はウイング装着時はウイング解除（切り離し）、非装着時は低空へ一定時間降下する。縦スクロールのシューティングゲームではあるが、自機を横方向へ操作すると、背景はつられて無限にスクロールする。
ウイングがない状態ではボタン1のショットは単発の細い線で表現され連射不可。さらに敵や敵弾に命中しても一定時間再発射できない。ウイングがある状態ではそのウイングの特性に合わせ連射が可能となる（必ずしも連射ができるわけではない）。
画面内は上下2階層の構成となっている。自機は通常は上空におり、ウイングを装着していないときにボタン2を押すことで低空へ降下する。低空降下時は敵・自機とも高度に沿った小さめの臙脂色のキャラクタで表現され、さらに低空への降下時には上空の敵機や弾、障害物からは無敵となる。低空にいる際は、低空の敵機や背景と衝突するとミスとなる。低空の背景は面によって降下スペースが限られる場合もあれば、比較的自由に降下できる面もある。低空への降下を行うと一定時間経過後に強制的に上空に戻る。低空に存在する敵もボタン1で攻撃することは可能だが、自動で変化する高度に合わせて攻撃しなければならない。
なお、コア（光っている場所）以外の障害物・背景（上空・低空）やゴブナスの遮蔽物を除き、基本的にはショットで敵も敵弾も破壊可能。これにはステージボスであるゴブナスから発射される大きいゴブナスミサイルも含まれる。ただし、低空の敵が発射した敵弾は上空に到達するまでメインショットで破壊することができない。
アーケード版は全45ステージ、FC版は全30ステージ構成。アーケード版はBGMは存在せず、常に心臓の鼓動のような効果音、ステージスタート / クリア、ウイングを付けたときのパワーアップ音、ゴブナス登場前の駆動音、ゴブナスミサイルの発射音程度しか流れない。なお、ステージクリアとネームエントリーの曲は同一である（ネームエントリーは繰り返し流れる）。低空の背景はある一定のパターンで繰り返し利用されるが、アーケード版の45ステージのみ低空部が宇宙で表現される独自面となっている。アーケード版では判明している限り基盤のバージョンが前期・後期と2種類存在し、後期バージョンでは一部ステージの出現ゴブナスや出現ウイングが異なり、更に後期バージョンしか登場しない特殊ゴブナスが存在する。見分け方は1面の地上色が緑なら前期バージョン（初回G-WING）、黄なら後期バージョン（初回S-WING）である。他にはゴブナス登場直前のファイナルミサイルの出現数が画面上に1 - 2機程度まばらで出現しなおかつゴブナスの登場の仕方が真正面から直進して現れる方が前期バージョン、6 - 8機程度常時出現しなおかつゴブナスの登場の仕方が斜め右前方より左下へ降下して現れる方が後期バージョンである。
以降は便宜上「バージョン（A）（＝前期）」・「バージョン〈B〉〈＝後期〉」と表記する。
同社の『ザビガ』（1984年）が上空と低空を使い分けて攻略する縦シューティングゲームである上に、自機があるウイングを付けたFX-1と酷似しており、さらに同じ敵が一種類のみだが登場するため、『ザビガ』の続編とする雑誌記事もあった。

## ゲーム内容

### ウイング
自機の攻撃方法を変化させるパーツとして以下の8種のウイングがあり、1ステージにつき2つ用意される。出現するタイミングは各々1つ目はステージ開始してまもなく、2つ目は通常時は中盤辺りとなっているが、J-WING必須ボス（＝スパイダナス）およびS-WING必須ボス（＝ゴービック）に限りボス戦直前に出現する。ウイングを運ぶ輸送機2機を破壊することで、自機にウイングを装着できる状態となる（輸送機がウイングを運んでいる状態ではその場所に自機を移動することはできない）。5-8、13-16、21-24、29-32、37-40、45の各ステージ1つめのウイングは5種類（特殊ウイング4種と強化ウイング1種）から選択できる。それ以外は出現するウイングがあらかじめ決まっている。概ね攻略に有利となるようなウイングが現れるが、必ずしもそのウイングを装着しなくてもゲームを進行できる。ただし、横からしか攻撃できない位置に弱点が付いているゴブナス（＝ゴービック）は真横に攻撃できるS-WING・V-WING・M-WINGが、また弱点が遮蔽物で囲まれているゴブナス（＝スパイダナス）にはJ-WINGがないと倒すのは至難であり、これらのボス攻略に失敗すると、攻略用のウイングが取得できる段階から再スタートとなる。なお装着後のウイング自体にも当たり判定（本体FX-1を基準に左右部分）があり、そこに敵や敵弾や障害物が1回触れると故障を起こし（煙が出る）その方向にウイングの攻撃が出せなくなると合わせレバーニュートラルでも自機の制動が不安定でブレてしまい、さらに安定した移動もできなくなってしまう。ウイングが故障した場合の対処方法はその状態でそのステージをクリア（次のステージは故障無しから開始）するか、ボタン2で装着中のウイングを切り離しウイングを諦めて故障を回避するかの必要がある。また、ウイングが故障している状態でさらに敵や敵弾や障害物が触れるとミスとなり所定ポイントからのやり直しとなる。なお、ウイング装着状態で攻撃中の場合、装着しているウイングの状態に合わせウイングのグラフィックが若干変化するものもある。
強化ウイング
1. C-WING：Cannon（キャノン）のC。左右2門2連射、メイン1門の計5弾による前面への強化弾攻撃（ボタン1ショットも変化）が可能となる。一部の特殊ゴブナスを除き、対ゴブナス用のウイングとしてはもっとも効果的。
2. W-WING：Wide（ワイド）のW。横一列に並んだ5発の板型ビームを前方に放射状に斉射する。どれかひとつのビームが敵機・障害物に着弾すると、他のビームも消滅する。ただし全く完全同時に着弾した場合はそれぞれに攻撃が当たる。道中の障害物の撃破能力は高く、また雑魚敵の殲滅力も高い方だが、遮蔽物に当たると他のビームも同時に消滅してしまう性質のため、狭い箇所が多いゴブナスとの相性は非常に悪い。
3. M-WING：Multiple（マルチプル）のM。左右2門2連射の砲台が前・ナナメ・横とそれぞれ90°へ定間隔（ほぼBGMの鼓動音と同じタイミング）で自動で往復し、多方向への攻撃が可能となる。メインは1門で変わらないが全てのショットが小さくなる。C-WING、V-WING、S-WINGの代替となるが、方向切替が約1秒おきと非常に遅いため、あまり実用的ではない（特殊ゴブナス〈＝GN-027・ゴービック〉を除く）。
4. V-WING：Varrier（バリア）のV。本来はBarrier（バリア）のBだったが、タイトルとの重複を避けてVとなった[2]。前、斜め前、真横の5方向にVの字型のビームを斉射する。W-WINGとは違いビームの射程は短く、一定距離に達するか、1方向でも敵機・障害物に着弾すると消滅する。ただしこちらも全く完全同時に着弾した場合はそれぞれに攻撃が当たる。距離は限定されるが真横に攻撃出来るためS-WINGの代替が可能。W-WINGと比べ連射しやすく前方・真横の敵や障害物には文字通りバリアになり得る攻撃力を持つが、射程がかなり短いため弱点を攻撃するため狭い隙間を上に進まざるを得ないゴブナスとは相性が良くない。

特殊ウイング
1. S-WING：Side（サイド）のS。メインショットに加え左右に3連装2連射となるショットの攻撃が可能となる。一部の特殊ゴブナス（GN-027・ゴービック）攻略には必須。
2. A-WING：Anti（アンチ）のA（企画時はBackだった[2]。前方メインショットに加え、後方への2門2連射の後方弾攻撃が可能となる。ゴブナス戦では有っても無くても戦況には殆ど影響がない。
3. G-WING：Ground（グラウンド）のG。メインショットの他、前方に一定距離で降下する2門2連射のボムによる低空への攻撃が可能となる。このウイングを装着しても照準が表示されないため、低空の敵に当てるためにはある程度のコツがいる。A-WING同様こちらもゴブナス戦では有っても無くても戦況には殆ど影響がない。
4. J-WING：Jump（ジャンプ）のJ。メインショットに加え障害物を一定距離飛び越して前方に着弾する左右2門2連射の円形跳躍弾攻撃が可能となる。着弾以降は通常ショットとなるため画面中央より下であればC-WINGのような攻撃が可能。攻撃の特性上、着弾地点より近距離となる自機周辺が弱点となる。これが無ければ倒せない特殊ゴブナス（GN-025・スパイダナス）も存在する。

### その他
- 最終面をクリアすると、点数の全桁数値が9になるまでカウントアップし、9,999,999点となってハイスコア記入（ゲーム終了）となる。
- ウイングの装着の際にボタン2を押すと直ちにウイングを解除しようとするアニメーションが発生するが、そのアニメーションの再生中にさらにボタン2を押すことでウイング解除のアニメーションが再発生するとともに2,000点加算がされるため、いたずらに点数稼ぎが可能となっていた。通常設定では40,000点ごとに自機が増えるため、特定ウイングを必要とするボス前のウイング装着シーンなどで、ほぼ無限に点数稼ぎと残機稼ぎとが可能となっていた。「ウイング稼ぎ」「ウイング外し稼ぎ」などと言われた。
  - 通常プレイでは最終面クリア後のスコアカウントアップで9,999,999点となるが、「ウイング稼ぎ」によりスコアを10,000,000点超とした後に最終面をクリアすると、クリア後のスコアカウントアップで99,999,999点まで処理される。「1億点稼ぎ」などと言われた。カウントアップの所要時間は20分を越えるため、ゲームセンターによっては途中で電源を切られ、ハイスコア入力ができなくなる、という情景もよく見られた[要出典]。

## 移植版

### 一覧
| No. | タイトル | 発売日        | 対応機種               | 開発元         | 発売元         | メディア                         | 型式   | 備考                           | 出典   |
| --- | -------- | ------------- | ---------------------- | -------------- | -------------- | -------------------------------- | ------ | ------------------------------ | ------ |
| 1   | B-WINGS  | 1986年6月3日  | ファミリーコンピュータ | データイースト | データイースト | 320キロビットロムカセット        | DFC-BW |                                |        |
| 2   | B-WINGS  | 2003年7月2日  | iアプリ                | サイバード     | サイバード     | ダウンロード （ゲームの殿堂!!!） | -      | アーケード版の移植             | [ 9 ]  |
| 3   | B-WINGS  | 2006年3月28日 | Windows                | データイースト | アイレボ       | ダウンロード (i-revo)            | -      | ファミリーコンピュータ版の移植 | [ 10 ] |
| 4   | B-WINGS  | 2010年4月27日 | Windows                | データイースト | ジー・モード   | ダウンロード （プロジェクトEGG） | -      | ファミリーコンピュータ版の移植 | [ 11 ] |

### ファミリーコンピュータ版
アーケード版からの移植だが、ウイング設定の違いに留まらず、敵機・ボス機のデザイン、攻撃パターン・スクロール速度の低下など、アーケード版とは内容が大きく異なる。アーケード版では低空時の敵機や障害物が本作では一切登場せず対低空用の攻撃が必要としないため廃止されており、低空移動は所謂「緊急回避」として残されている（背景の模様に当たってもミスにならない）。アーケード版ではウイングは1ステージにつき2つであったが、FC版では1ステージにつき3つ用意（ブラックダイヤを含む。隠しウイングは含まない）され、3つ目のウイング出現直後にボス戦へ突入する。また、ステージスタート・ステージクリア・ウイング無／有で異なるノリの良いBGMの追加、アーケード版は単発だったメインショットの連射性の向上（FC版ではウイング無し状態で画面上に最大2発まで撃て、ウイング有無を問わず敵や敵弾もしくは障害物に命中した場合は即座に再発射が可能で、敵が多数で密集してくる場面でも連射で切り抜けられる）、金色に光る空中浮遊物やゴブナスの金属的な質感をはじめとした画面のきらびやかな雰囲気、ステージにより生物型のボスが現れる演出があった。後述の隠しウイング3種類をはじめとして、ワープやバリアなどの隠し要素がいくつか盛り込まれていた。
アーケード版ではスコア表示や残機数表示は常時画面上部に表示されていたが、FC版では各ステージ開始直後に表示されるのみとなっており、プレイ中に現在のスコアや残機数を知ることはできない。
エンディングでは、「これからの君の使命は勉強だ」「いじめはだめだよ」（実際の画面ではローマ字で表示される）とゲームを遊びすぎる子供に対しての戒めのメッセージも見られる。2010年4月27日よりプロジェクトEGGにて配信開始。

#### ストーリー
宇宙防衛軍により開発された多目的戦闘機、通称"B-WING"ことFX-1。Fは戦闘機（ファイター）、X-1は試作機1号機の略（メイン・ファイターとも呼ぶ）。オプションパーツであるWINGを装備することで多彩な攻撃能力を発揮できる機体である。試験飛行の日、1種類のWINGを装備したFX-1にエリートパイロットの"テレオ・ラ・コース"が搭乗する。テストの結果はおおむね高評価。しかし帰還したテレオを待っていたのは何者かに襲撃され壊滅した基地だった。他のWINGも全て奪われていた。残されたメッセージは「ゴブナス」という名前のみ。WING奪還のためテレオはFX-1でゴブナスに立ち向かう。

#### キャラクター
空中敵機
空中敵機はノースを除き、8機で1編隊となっている。この内ノースとファイナルミサイルは全ステージで出現する。アーケード版とほぼ同デザインの空中敵機もいるが、動きや攻撃パターンが異なっている。
1. ノース：各ステージ内でウイングを輸送している。各ステージで2回（ブラックダイヤが出現するステージ）もしくは3回出現。左右2機で1組となっており両方を撃墜することでウイングを奪還できる。弾攻撃はしてこない。アーケード版も同様。
2. テュウカ：自機との反対位置の画面上方隅から左右から交互に現れ、ゆるやかな弧を描きながら中央で弾を撃ち、反対の上方隅へ去ってゆく。アーケード版では画面上方隅から低空で回りながら現れ、上空へ浮上すると弾攻撃をしてくる。
3. ゴーバ：画面上部隅から4機編隊で自機に向かって接近する。弾攻撃はしてこない。
4. ガイ：画面上方から自機を追跡しながらゆるやかに降下する。自機に接近する瞬間、避けるように方向を変える。弾攻撃はしてこない。アーケード版も同様。
5. ゴマズ：自機と反対側、画面上方から編隊で出現した直後画面上方で一旦停止後、弾を発射し自機に向かって降下する。アーケード版では画面下から低空で現れ、画面上まで一旦画面外へ出た後上空から再び現れ自機を目がけて突進してくる。
6. ザーズア：画面下左右から自機を挟むように、フラフラ上下に揺れながら接近する。弾攻撃はしてこない。
7. ボギ：画面下から出現。フラフラとゆっくり上昇するが、自機の近くで急速に方向転換する。弾攻撃はしてこない。
8. イマーナ：画面左右から自機を挟みウイングを剥ぎ取るように出現する。中央で合体した後、画面下へ去って行く。弾攻撃はしてこない。アーケード版も同様。
9. ズキル：画面下両側から出現。真っ直ぐゆっくり上昇、画面上部に着いた瞬間、突然自機に向かって方向転換し、速度を上げて突っ込んでくる。アーケード版でも同様に画面下両側から低空で出現し徐々に上空へ浮上し画面上部に着いたあと自機に向かって突っ込んでくる。FC版では弾攻撃はしてこないが、アーケード版は弾攻撃を放つ場合がある。
10. ボン：自機と反対側、画面上方から現れて画面下まで移動した後、弾むように少し上へ移動し、再び下へ移動する。弾攻撃はしてこない。
11. ラハノス：画面上方から編隊で出現。画面内を蛇行しながら、大量の弾を撒き散らす。アーケード版でも同様にこちらは低空⇔上空へ浮き沈みしながら弾攻撃をしてくる。なおアーケード版では低空にいる間はG-WINGでなければ撃破できない。
12. バグラ：画面中央付近に突然現れて自機へ突進してくる。現れてから動き出すまでの間は当たり判定は無いがこちらの攻撃も通用しない。弾攻撃はしてこない。
13. アコス：樽のような形をした敵。画面上部から高速で降下。自機とすれ違いざまに弾を2発発射する。
14. ナガンザ：画面上部隅から自機に向かって高速で接近する。自機に近い位置で停止し、弾を発射した後、上方へ去って行く。アーケード版では画面上部隅上空から自機に向かって接近してくるが、近くまでくると低空へ降下しつつ弾攻撃をしてくる。
15. ラバンカ：画面下から出現。加速しながら真っ直ぐ上方へ去ってゆく。アーケード版でも画面下から低空で出現し自機の後に軸追尾し上空へ浮上してくる。FC版では弾攻撃はしてこないが、アーケード版は弾攻撃を放つ場合がある。
16. メカボラ：画面上方から出現し左右を漂うように自機の周りをうろつく。大小2つのパーツで構成されており大きい方を撃墜すれば一撃で倒せるが、小さい方だと残った大きい方が自機へめがけて高速で突進してくる。弾攻撃はしてこない。
17. ゾゴー：画面右上隅から縦一列に出現。弾を発射した後、ゆっくり斜めに降下する。自機を左側に動かしてもそのまま追跡するが、自機を右へ移動させれば簡単に隊列が崩れる。アーケード版では右方向だけに留まらず左方向からも現れる一方で弾攻撃はしてこない。
18. アゼム：画面下両側から出現。斜め上に向かって高速移動する。弾攻撃はしてこない。アーケード版では画面上部両側から出現し最初は真っ直ぐ降下してくるが、自機に近づくと斜めへ方向転換し急接近してくる。
19. ソレジャー：画面下から、ゆっくり上昇しながら出現。自機に纏わり付くように囲み、弾を発射する。その後そのまま弧を描いて画面下へ消える。
20. コブザック：画面上部からゆっくり降下、自機を横方向に動かさない限りそのまま直進するが、横方向へ動くと自機をめがけて突進してくる。弾攻撃はしてこない。
21. ファイナルミサイル：ゴブナスが現れる直前に全ステージ必ず出現し前方より大量に直進してくる。弾攻撃はしてこない。アーケード版でも同様にゴブナス登場前に前方から出現する。アーケード版のバージョン（A）では画面上一度に1～2機程度しか出現しないのに対し、バージョン〈B〉では画面上に6～8機程常時出現し続ける。
22. ゴブナスミサイル：ゴブナスのコアから発射される丸型の誘導弾。弾攻撃はしてこない。アーケード版でも同様にゴブナスのコアから発射される。
23. ガーナスーク：正面から単機で出現し電磁波のような雷攻撃を放ってくる。雷攻撃は出てしまうとこちらの攻撃が一方的に遮断されてしまうため撃破するには雷攻撃を放つ前に先に倒さなければならない。アーケード版のみ出現しFC版には登場しない。

障害物
アーケード版とほぼ同デザインであるが若干配列が異なっている他、破壊した際の爆炎エフェクトがFC版ではなくなっている。
1. バーボ01・バーボ02：I型が01、H型が02。先端部が弱点となっており、02の方は中心を攻撃すれば一撃で倒せる。
2. バイド01・バイド02：I型で「小さく短い方」か「横幅は同じでそれより少しだけ長い方」が双方とも01、II型で横幅が01より狭く長い方が02。弱点が横方向にしかないためそれに対応しているウイング（S-WING・V-WING・M-WING・AH-WING・OB-WINGなど）が無いと破壊は困難。それ以外は取扱説明書に記載されていない弱点の両側にシールドが張られている障害物があるが、名称はバイド01となっている[12]。
3. バーエル01・バーエル02：隙間なく敷き詰めて現れる方が01、隙間があって横を素通りできる方が02。弱点が覆われているため、J-WINGが無いと破壊は困難であるが、01の方は斜めに僅かながら弱点に届く隙間があり、その方向に攻撃できるS-WINGやOB-WINGでも実は破壊可能で、また高難度であるがC-WINGでも破壊可能。一方の02の方は斜めも完全に覆われているためJ-WING以外は破壊は不可能。また01・02共にH-WINGやSS-WING装備中であれば回転する鉄球で破壊可能。アーケード版にも登場するがバーエル01の方はFC版と違い密集せずに出現し、バーエル02はFC版とほぼ同じ。
4. バーキル：画面を敷き詰めるように大量に配置されている。弱点が剥き出しになっているのでどこからでも破壊可能で、S-WINGやOB-WINGだと一気に蹴散らせることが可能。
5. バーエイ：八角型で弱点が前方の一点しかない上、正面以外の方向からは攻撃を一切受け付けない。また配置が一列真っすぐに並んでいる場合と、少しジグザグに並んでいる場合の2パターン存在する。アーケード版でもほぼ同じ。
6. バークス：十字型で弱点が先端の一点しかないが、こちらは斜めや横方向からでも攻撃が当てられる分バーエイよりは破壊が容易。
7. バーオ：六角台形型で前方中心部しかない弱点の前に、1枚のシールドが張られている。バーエイの強化型。F-WINGなら一撃で一掃できるが、W-WINGやV-WINGだと破壊が困難。
8. バーサ01・バーサ02A・バーサ02B・バーサ02C：横長の障害物で01と02Aは3分割になっているが中心を攻撃すれば一撃で倒せる他02Aはどの方向からでも破壊可能。02Bと02Cは密集しているうえ中心以外は破壊不可。また後述の隠しアイテム[13]が配置されていることが多い。
9. バーリー[12]：横一列に「--=----=----=--」に配置されている（-は破壊可能で=は破壊不可能）障害物。なおアーケード版にも同型の障害物が登場する。

ゴブナス
各ステージ最後に登場するボス敵。それぞれ特徴があり、中には特定のウイングを装備していないと撃破不可能なゴブナスもいる。
アーケード版におけるゴブナスは弱点部のコアに攻撃を当てれば1発で撃破できるが、FC版では耐久力という概念があり、コアに数十発ヒットさせないと撃破できない。なお耐久力があるのは外装シールド（ゴービックは除く）と弱点部のコアで、中間シールドは1発で破壊できる。以下FC版における名称と特徴を記載、アーケード版では固有名称はなく"GN-0xx"という番号名称となっている。この内、ダベルサタン、バキョミラー、スパイダナス、ゴキュラ、ゴービックはアーケード版とほぼ同デザインで登場している。
生物系以外のゴブナスは機体色の変化でダメージの度合いがわかるようになっている。通常は黄→緑→青→紫→赤の順に変化するが、耐久力の低いゴブナスは黄→赤となる場合もある。生物系ボスは3の倍数（最終面を除く）ステージに登場し、1面と最終面以外のゴブナスは3回（ゴービックは4回）登場する。
ボス戦では時間制限というものは特に設けられてはいないが、時間が経過する度にゴブナスの動きが次第に大きくなり最終的には一部画面外へ飛び出すほどとなる。
1. ダベルサタン（G011）/ GN-011：ステージ1のみに登場。Bタイプ最前線攻撃要塞で輸送ポットを備える。ゴブナスの中では最も弱く、これといった特徴はない。どのウイングでも撃破可能。アーケード版ではGN-011という名称でステージ1,〈7〉,（17）,23,26にもほぼ同型のゴブナスがバージョン（A）〈B〉共計4回出現する。※ステージ17はバージョン（A）のみ、ステージ7はバージョン〈B〉のみ。ステージ45には一般雑魚として最初に出現する。
2. フラグナス（G012）/ GN-012：ステージ2,11,20に登場。巡行要塞で数万キロ先の敵をキャッチする超次元レーダーを持つ。ダベルサタンを少し強化させたようなゴブナス。シールド部分が左右に分かれており、そこを狙わないと撃破は難しい。C-WINGが有効。アーケード版ではGN-012という名称でバージョン（A）のみ登場し、ステージ2,5,7,13,29,37にほぼ同型のゴブナスが計6回出現する。ステージ45には一般雑魚として3番目に出現する。
3. デビル・スパイダー：ステージ3,12,21に登場。巨大な蜘蛛の化け物。前後に動き、大量の弾を放出してくる。正面から挑めば並みの連射力では太刀打ちできない。一方、デビル・スパイダーが登場する前に自機を最前列に移動させると敵側の攻撃が全く当たらなくなり、こちらから一方的に攻撃ができ、H-WINGまたはSS-WING装備中であれば回転する鉄球で勝手に破壊される。一時攻撃を中断する間が勝負。弾を相殺しつつ貫通攻撃ができるD-WINGまたはSS-WINGが有効。喰らい判定は全身にあり攻撃を受付けるので、F-WINGで出現と同時に瞬殺する方法も有効である。FC版オリジナル。
4. バキョミラー（G013）/ GN-013：ステージ4,13,22に登場。Cタイプ巡行要塞で左右にキャノン砲を備える。前に4枚のシールドを持ち、コアまでの奥行きが長い。C-WINGが有効。アーケード版ではGN-013という名称でステージ〈2〉,（3）,6,10,〈14〉,28,34,39にもほぼ同型のゴブナスがバージョン（A）では計6回、バージョン〈B〉では計7回出現する。※ステージ3はバージョン（A）のみ、ステージ2,14はバージョン〈B〉のみ。ステージ45には一般雑魚として2番目に出現する。
5. ジャイラゲス（G014）/ GN-014：ステージ5,14,23に登場。Cタイプ要塞母艦で輸送ポッドを備える。前面中央に破壊不可能なパーツを持ち、コアへの正面攻撃を遮断する。他の部分を破壊してパーツとコアの間に潜り込むことは可能。通過攻撃ができるJ-WINGが有効。アーケード版ではGN-014という名称でデザインがかなり異なるが、同コンセプト（前面にコアへの正面攻撃を遮断する破壊不可能なパーツ）を持つゴブナスがアーケード版ステージ4,9,（14）,〈17〉,19,（21）,22,（27）,32,36,（40）にバージョン（A）では計10回、バージョン〈B〉では計7回出現する。※ステージ14,21,27,40はバージョン（A）のみ、ステージ17はバージョン〈B〉のみ。ステージ45には一般雑魚としてバージョン（A）では4番目、バージョン〈B〉では5番目に出現する。
6. ブル・フロッグ：ステージ6,15,18に登場。巨大な蛙の化け物だがへそがある。拡散する卵のような弾を画面内に設置し、横方向へ飛び回る。デビル・スパイダー同様、弾を相殺しつつ攻撃できるD-WINGまたはSS-WINGが有効。またデビル・スパイダー同様に喰らい判定は全身にあり攻撃を受付けるので、F-WINGで出現と同時に瞬殺する方法も有効。FC版オリジナル。
7. スパイダナス（G015）/ GN-025：ステージ7,16,25に登場。Cタイプ戦闘要塞で大型戦艦を一撃で撃ち落とすキャノン砲を備える。コアの全周が覆われており、通常の攻撃を一切受け付けない。ただしコア自体の耐久力は最も低い。J-WINGが必須となる。アーケード版ではGN-025という名称でステージ8,15,25,35,41にもほぼ同型のゴブナスが計5回出現する。出現する回数やステージは基盤のバージョンを問わず両者共同じ。ステージ45には一般雑魚として7番目に出現する。
8. ゴキュラ（G016）/ GN-016：ステージ8,17,26に登場。B・Cタイプ複合型戦闘要塞で数十万キロ先の敵を確実に撃ち落とすブラスター砲を備える。バキョミラーと似たタイプのゴブナス。前に8枚のシールドを持ち、耐久力が高い。C-WINGが有効。アーケード版ではGN-016という名称でステージ12,16,18,24,30,33,38,42,（43）にもほぼ同型のゴブナスがバージョン（A）では計9回、バージョン〈B〉では計8回出現するが、こちらは前に10枚のシールドを持っている。※ステージ43はバージョン（A）のみ。ステージ45には一般雑魚としてバージョン（A）では5番目、バージョン〈B〉では3番目に出現する。
9. スペース・スネイク：ステージ9,24,27に登場。巨大な蛇の化け物とされるが芋虫のような姿。縦横無尽に動き回り、高速の弾を連射してくる。頭部以外は攻撃を受け付けない。また動きも速いため捉えにくい。「火に弱い」という弱点があり、F-WINGなら瞬時に倒せる。FC版オリジナル。
10. ゴービック（G017）/ GN-027：ステージ10,19,28,29に登場。Dタイプ戦闘作戦指令要塞。前面が完全に覆われており、横方向からの攻撃しか受け付けない。スパイダナスに次いで耐久力が低い。ゴブナスの中ではサイズが最も大きいほか登場回数も多く、終盤では2面連続で登場し耐久力が最も高くなる。なお他のゴブナスと違い外装シールド部には耐久力がなく1発で破壊でき、外装シールドは左右にそれぞれ2枚ずつ計4枚持っている。横方向に強いS-WINGまたはAH-WING[16]またはOB-WING[17]か、コアを直接狙えるJ-WINGが有効。M-WINGやV-WINGでも撃破は可能だが、前者は安定性に欠け、後者は射程が短く接近しなければならないことと、上述通りFC版では耐久力があるためそれも加味した上で総合的に難易度が高い。またH-WINGやSS-WINGの回転する鉄球を駆使して撃破することも高難度であるが可能。先述通りボス戦では時間制限はないものの、時間経過で動きが大きくなるため撃破に手間取るとこのゴブナスのサイズの大きさから自機の逃げ場が徐々に狭くなり最終的には押し潰されてしまう。アーケード版ではGN-027という名称でステージ11,20,31,44にもほぼ同型のゴブナスが計4回出現するが、こちらは左右の前足部分が破壊できる。左右のシールドはアーケード版基盤のバージョン（A）では6枚で、バージョン〈B〉では4枚となっている。出現する回数やステージは基盤のバージョンを問わず両者共同じ。ステージ45には一般雑魚として6番目に出現する。
11. デス・ゴブナス（G018）/ GN-018：最終面ステージ30に登場する本作の最終ボス。Aタイプ要塞旗艦で他のゴブナスはここから全てリモートコントロールしている。他のゴブナスと登場の仕方が異なり唯一真正面から直進して現れる（アーケード版での前期バージョンと同じ）。他のゴブナスは全て斜め右前方より現れ左下へ降下してくる（アーケード版での後期バージョンと同じ）。耐久力は最も高く、さらにコアの前で開閉するシャッターが開いている間しか攻撃を受け付けない。このシャッター部分はH-WINGやSS-WING装備中の回転する鉄球を掻き消してしまう。特定ウイングでなければ撃破できないということはないが長期戦は必至となる。C-WINGなどでじっくり撃ち続けるか、短期決戦を狙うならF-WINGでシャッターが開いた時に大ダメージを与える手もある[18]。倒せばエンディングとなる。なお外装シールド部には耐久力があるが、J-WINGで中間シールドを先に破壊すると外装シールドも同時に破壊できる。アーケード版ではGN-018という名称で最終面ステージ45のみに登場するゴブナスとはデザインが異なる。出現する回数やステージは基盤のバージョンを問わず両者共同じ。
12. 名称不明（GN-019）：アーケード版のバージョン〈B〉のみ出現するゴブナスで上述のGN-012（フラグナス）と入れ替わりでステージ3,5,13,21,27,29,37,40,43に登場する。前面が完全に覆われておりGN-025（スパイダナス）と同様障害物を飛び越える攻撃、もしくはコアと前面の隙間にある空間に低空から潜り上空に復帰後コアを攻撃するかの二択での攻撃方法となる。コアは遮蔽物以外のブロックを持たないためゴブナスの隙間に入り込めれば撃破は容易い。GN-025（スパイダナス）と異なりJ-WING必須でない為かボス戦前にJ-WINGが必ずしも出現する訳では無いため、J-WINGを前の面から継続するか、もしくはボス攻略時に装備WINGを切り離し低空移動可能な状態にするかの攻略しかなく、実質J-WING以外でのWINGを継続させないボス敵であり出現回数も計9回と数多い。ステージ45には一般雑魚として4番目に出現する。FC版には登場しない。

#### ウイング
FC版では地上の敵が存在しないためG-WINGが削除され、代わって追加された3種類のウイングが選択できるようになった。他にも特定の偶数ステージで、特定の障害物を破壊すると出現する隠しウイングが存在する（隠しウイングは装着するとファンファーレが鳴るためオリジナルと区別できる）。基本10種類と隠し3種類で、計13種類となっている。なおステージ1,5,9…の「4の倍数+1」ステージでは開始前およびミス後の再スタート時にウイングセレクトができる。アーケード版では選んだウイングが敵輸送機（ノース）に強奪されそれを奪還する形であったが、FC版ではその場で即装着しスタートする。しかし後述の隠しウイングについては持ち越しができない。例としてステージ2で入手したSS-WING、もしくはステージ4で入手したAH-WINGはウイングセレクトができるステージ5開始時には無くなってしまう。またこれら3種類の隠しウイングは現在装着しているウイングを事前に切り離す必要がなくそのまま装着できる。出現回数は少ない順から（OB(3)＜AH(4)＝W(4)＝H(4)＜SS(6)＝M(6)＝V(6)＜F(8)＜C(9)＝S(9)＝A(9)＝J(9)＜D(12)）となる。
アーケード版にも登場したウイング
1. C-WING：□型の弾2発と♥型の弾1発を前方3連射の2組まで発射する。アーケード版より連射量が増え弾速が非常に速くなっているため、前方の殲滅力およびゴブナス攻略用として使い勝手が上がっている。ステージ2,5,8,11,15,17,20,29,30に登場し、ステージ17を除き全てボス戦直前に出現する。なおステージ29に出現するものは取得すると詰み状態になってしまう[19]。
2. W-WING：アーケード版とほぼ同じ仕様だが、全く完全同時に着弾した場合はアーケード版と異なりいずれか1つのみが対象となるため、前方の殲滅力が落ちており雑魚敵が大量に飛来してくる場面に於いてはアーケード版より使い勝手が悪くなっている。ボス戦では総じて相性が非常に悪く、特に狭くコアまでの奥行きが長いバキョミラーやゴキュラに対して太刀打ちすることが非常に困難。ステージ3,9,22,27に登場するが出現回数は4回と少なく、ボス戦直前に出現することはない。
3. M-WING：FC版ではMulti（マルチ）のM。ウイング無し状態での弾1発と、□型の弾2発を3連射の2組まで発射。□型の弾は撃つたびに前方→斜め前→斜め横→真横→前方…と射角が変わり（後方は不可）、常に正面へ撃つ1発と合わせて9方向への攻撃になる。アーケード版では…→真横→「斜め横前方」→前方…と自動で変化する仕様であり、連射量は増えたが攻撃方向のタイミングはアーケード版よりも使い勝手が悪い。また□型の弾はウイング無し状態での弾よりも弾速が速い。ステージ4,11,13,20,23,26に登場する。
4. V-WING：FC版ではVan（バン）のV。アーケード版と異なり前方5方向に短い射程の板のような放射状のショットを連射する。連射タイミングは速くなったがアーケード版と異なり左右真横の攻撃ができなくなっている上、W-WING同様全く完全同時に着弾した場合はアーケード版と異なりいずれか1つのみが対象となるためアーケード版より利用局面は格段に落ちている。ステージ1,4,6,15,21,25に登場し、ボス戦直前に出現することはない。
5. S-WING：♥型の弾を前方と左右の7方向に1組まで発射する。アーケード版では左右横方向に固まって発射されるのに対し、FC版では左右砲門が大きく拡散して発射されるほか各弾が単独で当たり判定を持つようになったため使い勝手が良くなった。障害物であるバイド01・02はもちろん、FC版ではバーエル01やバーキル、そしてバーリーの殲滅に幅広く対応できる。ステージ3,7,10,14,17,19,24,28に登場し、ステージ28は最初とボス戦直前の2回出現する。
6. A-WING：♥型の弾を前後2連射の各2組まで発射する。本来の後方に加えC-WINGのような前方2門もショットが連射で撃てる仕様に変化し、アーケード版より性能が向上している。ステージ5,8,9,10,13,16,19,23,25に登場し、ボス戦直前に出現することはない。
7. J-WING：♥型の弾2発と◆型の「ジャンプミサイル」1発を前方3連射の2組まで発射する。アーケード版では前方3連射の2組は同じだが、「ジャンプミサイル」2発と通常弾1発の組み合わせであった。FC版は通常弾性能が強化されている一方、ジャンプミサイルが見にくくさらに着弾地点で消えてしまう仕様であり、今作はゴブナス自体も耐久度が設定されているため連打せねばならず、アーケード版より使い勝手は落ちている、とはいえスパイダナス戦などで必須となる重要なウイングであることに変わりは無い。またアーケード版と同様に着弾地点より近距離が弱点となるので、障害物であるバーエル01は出現したら早めに破壊しないとウイングを切り離して急降下で回避せざるを得なくなる。ステージ5,7,12,15,16,19,21,25,29に登場し、スパイダナスが登場するステージ7,16,25はボス戦直前に出現する。

FC版オリジナルウイング
1. D-WING：Dyna（ダイナ）のD。前方に大きな三日月型の波動弾を発射。空中敵機なら貫通し攻撃判定もそこそこ広いが、射程は短く連射が効かない。なお障害物に対しての攻撃判定は狭く中心部分「◇」を当てないと破壊できない。生物系のボス敵に大きな効果がある。ステージ1,3,6,9,12,13,17,18,22,27,29,30に登場し、出現回数は全ウイング中で最多。
2. F-WING：Fire（ファイア）のF。前方に火炎を噴射する。射程は短く、範囲も狭いものの威力が非常に高く、ボス敵を数秒で撃破することも可能。スパイダナスおよびゴービック以外のボス敵には総じて相性が良く、この辺りはW-WINGと対照的である。ステージ1,2,7,11,14,21,24,27に登場する。
3. H-WING：Hammer（ハンマー）のH。自機周囲を●型をした2個の鉄球が回転し、敵機や弾から自機を守る。この回転する鉄球は空中敵機や障害物を貫通する。また攻撃を受けてウイングが外れてもステージ中は鉄球の回転が持続する。前方にも射程無限の鉄球を2連射で3組撃てる。なおH-WING自体のデザインも両翼部に鉄球がついたものとなっている。ステージ18,23,26,30に登場し、W-WINGと並び出現回数が少ない。前半ステージにはブラックダイヤやウイングセレクト以外で通常時に出現することが無く、後半のステージでようやく出現する。

FC版オリジナルウイング（隠し）
1. SS-WING：Sterling-Silver（スターリング・シルヴァー）のSS。隠しウイングのひとつでステージ2,6,14,18,26,30に登場。射程無限でY字に拡散するリング状ビームを前方に2連1組で発射する。このビームは空中敵機ならD-WING同様に貫通する。またH-WING同様に自機周囲を2個の鉄球が回転する。前方に有効な射程無限の貫通弾で弾速もそこそこ速いため、C-WINGやD-WINGやH-WINGの上位互換と言える。なお、H-WINGやSS-WING装備中の回転する鉄球は画面端に行くと消えてしまう。ボス戦時以外では常に自機は横方向に対し画面中央に位置するためこのようなことは起こらないが、ボス戦時のみに起こりうる現象で2個のうち1個だけ消えてしまうことがあり、こうなると防御が薄くなって撃破されてやすくなる。対処法はもう一度画面端に行き残りの鉄球を消した後、すぐ画面中央に戻り、鉄球（ビーム）を撃てば復活する。またウイングを外された後、H-WINGやSS-WING以外の新たなウイングを取得した場合も鉄球は消滅する。最終ボスであるデス・ゴブナスのシャッター部分にも回転する鉄球を掻き消される効果がある。
2. AH-WING：Aurora-Harrier（オーロラ・ハリアー）のAH。隠しウイングのひとつでステージ4,16,20,26に登場。前後左右4方向に射程無限の縄状壁ビームを4連1組発射する。こちらも空中敵機ならD-WING同様に貫通する。また障害物に対してもD-WING同様ビーム中心部分で無いと破壊できない。D-WINGと比較すれば射程制限が無い代わりに連射能力がさらに欠ける。上下左右同時発射のためS-WINGやA-WINGやC-WINGの上位互換と言える。攻略本[12]にはOH-WINGと紹介されているが、英文のスペル上これは誤りである。またステージ26を除き、取得した次ステージがウイングセレクトステージとなるため持ち越しができない。
3. OB-WING：Oct-Blaster（オクト・ブラスター）のOB。隠しウイングのひとつでステージ10,22,30に登場。前後左右斜めの8方向に射程無限で連射可能な攻撃力高めの鉄球を8連1組で発射する。AH-WINGと同様に全方向に有効のためS-WINGやA-WINGやM-WINGの上位互換と言えるが、鉄球は貫通性能がなく弾速がやや遅いため障害物や雑魚敵に囲まれると弱い。通常・隠しウイング両方含めても登場回数が最も少なく、装備できる機会は3回しかない。

#### その他アイテム
FC版ではアーケード版に無い隠しアイテムがあり、取得することでパワーアップしたり、1UPするなどの要素がある。なおボルテージ以外のアイテムは全て偶数ステージのみに出現する。
1. ボルテージ：1,3,5,7…の奇数ステージに登場する、"VOL"と書かれたロゴマークのようなアイテム。特に条件を満たす必要なく、ステージ中盤辺りに自機正面から現れる。取るとスタートボタンでポーズを掛けている間に、セレクトボタンでウイングを基本10種類から任意に1つ選択できるようになる。使用のタイミングは完全に任意なので、スパイダナスやゴービックなど特定ウイング必須となる場面で当該ウイングが無い状況時に役立つ。ボルテージ1つにつき1回だけ使用でき、取った個数分ストックが可能[20]。取る前に攻撃を数発以上（1〜2発程度は大丈夫）当ててしまうと"白い傘"に変化し無効となってしまう。よく大量の空中敵機にまぎれて出現する。なお同社ゲーム『バギー・ポッパー』にも同アイテムが登場する。こちらは本作で言うハートやチェスと同じ1UPアイテムとなっている。
2. ブラックダイヤ：2,4,6,8…の偶数ステージ（最終面を除く）に登場する、黒い菱型にアルファベットの表示されたアイテム。こちらも特に条件なく、通常時にウイング輸送機ノースが出現する1回目[21]または2回目[22]となる場面に現れる。攻撃を当てるとアルファベットが変わり[23]、取るとそのアルファベットに対応するウイングを装備できる。ブラックダイヤが出現する初期状態ではアルファベットは必ず＜S＞となっており、何も攻撃を当てないまま接触すればS-WINGが装着される。取得に際し現在装着しているウイングを切り離す必要はない。
3. トランプ：4,8,12…の4の倍数ステージに登場する。特定の障害物に隠されており、障害物を破壊すると出現する。最初はスペード、ハート、ダイヤ、クラブの4種類がシャッフルされた状態で、攻撃を当てると4つのどれかに決定される。それぞれ効果が異なる。
  1. スペード:ボルテージと同様の効果で、3回分のストック。
  2. ハート:1UPアイテム。
  3. ダイヤ:障害物（光っている部分）への接触に対し3回まで耐えられる。取得中は機体の形状が変わる。なお接触判定が僅かながら大きくなり、障害物の横際すれすれに触れると耐久力が擦り減ってしまう。光っていない（破壊不能）部分への接触には無効（耐久力が擦り減って効力が無くなりそのままミスという流れになる模様）。
  4. クラブ:空中敵機や弾に対し3回まで耐えられる。こちらも取得中は機体の形状が変わり、ダイヤとは少しデザインが異なる。ダイヤとクラブの両方を取得した場合はさらに異なる機体形状となる。
4. チェス：馬の顔のようなアイテム。トランプ同様、4の倍数ステージ（ステージ4,16,20は除く）に登場する。これも障害物に隠されており、破壊すると出現する。効果はハートと同じで1UP。ただし出現後に攻撃を1発でも当ててしまうと"白い傘"に変わり無効となる（ボルテージと異なり耐性がない）ため、H-WING（SS-WING）の回転する鉄球やF-WINGなどを装備している間は取得が困難である。
5. ハレー彗星：星に翼のついたアイテム。2,6,10…の4の倍数-2ステージ（ステージ26と30は除く）に登場する。障害物に隠されており、破壊すると出現する。取ると「SKIP」と表示され、現在のステージから4つ先のステージにワープする。こちらもチェス同様、出現後に攻撃を1発でも当ててしまうと"白い傘"に変わり無効となる。なおワープ先のステージは丁度次のハレー彗星が出現するステージとなるので、取りこぼしや白い傘に変えることなく取得し続けるとワープを繰り返すことができ、最短ショートカットとしてステージ1を普通にクリアした後にステージ2→6→10→14→18→22→26と一気に進めることが可能。

## 備考
- ウイング装着時、空中敵機や敵弾に1回被弾するとアーケード版では故障を起こし自機の制動が不安定でブレて攻撃の左右どちらか一方が使用不能状態となるが、FC版ではウイングが剥がれる仕様となっている。そのため特殊ゴブナス（＝GN-025・スパイダナス or GN-027・ゴービック）戦に於いてアーケード版ではこの状態に陥っても打開できたが、FC版ではボルテージが無ければたちまち詰み状態となる。
- アーケード版ではウイング自体に当たり判定があったがFC版ではこれらの要素は廃されており当たり判定はあくまでFX-1本体のみとなっている。なお障害物の接触に対してはウイング装着の有無を問わず即1ミスとなる。
- 敵の攻撃を受けて1ミスとなった時も、やり直しとなるまでの数秒間は弾を発射できる。その数秒の攻撃でゴブナスを撃破すればミスカウントを取られずに次ステージへ進める。例としてH-WINGやSS-WING装備中にスパイダナスなど耐久力の低いゴブナスに体当たりし、やり直しの前に連射と回転する鉄球でコアを撃破できれば、何事もなかったかのようにそのステージをクリアできる。ただし次ステージではウイングが無い状態でのスタートとなる他、外装シールドや障害物に当たった場合はダイヤ、ゴブナスミサイル等の敵弾に当たった場合はクラブの効力がそれぞれ喪失した状態となる。なおアーケード版でもゴブナスにコア撃破と同時に相撃ちとなった場合は同様の措置が取られそのステージをクリアできる。またアーケード版のみウイング装着状態（正常・故障問わず）で相撃ちの場合、次ステージ開始時はウイングを装着した正常状態からスタートする。
- ウイングが無い状態での急降下（一時無敵回避）を60回ほどすればドクロのようなデザインのウイングを実装できるという裏技が徳間書店『ファミリーコンピュータMagazine』に掲載された。しかし、これは同誌の読者プレゼント企画『ウソ技』として創作されたものであり、この手順を踏んでも実際には何も起きない。
- タイトル画面中に特定の隠しコマンドを入力するとステージセレクトやボルテージをあらかじめ数回分ストックした状態でのスタートが可能になる[12]。

## スタッフ
アーケード版
- プログラマー：佐久間晶

ファミリーコンピュータ版
- スタッフ：吉田博昭、菅原康弘、N.NAKAZAWA、原あづさ、T.YAMAGUCHI、Y.KITAHARA

## 評価
| 項目 | キャラクタ | 音楽 | 操作性 | 熱中度 | お買得度 | オリジナリティ | 総合  |
| 得点 | 2.69       | 2.82 | 2.80   | 2.77   | 2.85     | 2.63           | 16.56 |

アーケード版
ゲーメストムック『ザ・ベストゲーム2』（1998年）では『名作・秀作・天才的タイトル』と認定された「ザ・ベストゲーム」に選定され、ライターのREDはクリアするために8種類あるウイングをすべて使用する必要がある点を評価し、ウイングによる弱点や苦手な敵に対応するために、展開に合わせてウイングを次々と変更する必要があることを指摘した上で、「いまいち状況に合っていないウイングで、苦戦を強いられる場面もあったりするのが、逆に面白いところであった」とゲーム性に関して肯定的に評価した。
ファミリーコンピュータ版
ゲーム誌『ファミリーコンピュータMagazine』の読者投票による「ゲーム通信簿」での評価は別記の通り16.56点（満30点）となっている。
マルチタレントのピエール瀧は本作に関して、「あれはいいゲームだよ。『パシャーパシャー』って弾撃つヤツ。気持ちイイんだよ。武器はハンマーが一番いいんだよね」とゲーム性に関して肯定的に評価した。